# 小坂井町
小坂井町（こざかいちょう）は、愛知県南東部、東三河地方の宝飯郡に存在した町。

## 地理
豊川河口に近い豊橋平野に位置する。町内に山はなく、最も高い所でも海抜10メートル程度と至って平坦な地形である。海には面していない。

### 隣接する自治体
- 豊橋市
- 豊川市

### 川
- 佐奈川
- 豊川（放水路）

## 歴史

### 由来
和名抄にみえる度津郷に比定され、小坂井町の地名は段丘に沿って小さな坂道と地下水の湧き出る泉の多いことに由来する。小坂井町や隣接する平井町の泉は長い間共同の洗い場として利用されてきた。

### 沿革
- 1906年（明治39年）9月12日 - 宝飯郡豊秋村と伊奈村が新設合併し、小坂井村が発足。
- 1926年（大正15年）9月12日 - 町制を施行し、小坂井町となる。
- 2010年（平成22年）2月1日 - 豊川市に編入。同日小坂井町廃止。

## 行政

### 町長
伊藤憲男（2005年2月3日 - ）

### 合併協議の経緯
- 2001年（平成13年）11月 - 豊川市・音羽町・一宮町・御津町との1市4町合併協議会設置。
- 2004年（平成16年）2月 - 合併の是非に関する住民意識調査を実施。豊川、音羽、小坂井で賛成多数、一宮、御津で反対多数。
- 2004年（平成16年）3月 - 合併協議会を解散。
- 2007年（平成19年）2月 - 豊川市に合併協議の申し入れをすることの賛否に関する住民意識調査。賛成多数。

### 行政機構
小坂井町の行政機構は以下のとおり。2008年4月から、より機能的な行政運営の実施を目的として、グループ制を導入した。
| 課         | グループ                     | 取扱事務 |
| ---------- | ---------------------------- | --- |
| 総務課     | 庶務・人事グループ           | 人事、給与、町村会、共済組合、区長会、法制執務、文書収受・発送、文書保存、選挙管理委員会（事務局）、固定資産評価審査委員会（事務局） |
| 総務課     | 財政・財産グループ           | 予算、交付税、町債、町有財産管理 |
| 総務課     | 消防・防災・交通安全グループ | 消防防災、防犯、交通安全 |
| 企画課     | 広報・まちづくりグループ     | 総合調整、地域振興、コミュニティ、広報、統計                                                                                         |
| 企画課     | 企画・合併推進グループ       | 行政改革・合併、総合計画、広域行政、土地利用                                                                                         |
| 税務課     | 課税グループ                 | 住民税、たばこ税、軽自動車税、固定資産税、都市計画税                                                                                 |
| 税務課     | 滞納整理グループ             | 町税徴収 |
| 住民環境課 | 住民・戸籍グループ           | 戸籍、住民・外国人登録、印鑑登録 |
| 住民環境課 | 環境・衛生グループ           | 廃棄物処理、環境衛生、公害、墓地、狂犬病                                                                                             |
| 住民環境課 | 文化センターグループ         | 文化センター事業の運営、管理 |
| 健康福祉課 | 社会福祉グループ             | 援護、生活保護、老人福祉、日赤、行政相談                                                                                             |
| 健康福祉課 | 障害福祉グループ             | 障害者福祉、障害者手当、各種援助費給付                                                                                               |
| 健康福祉課 | 児童福祉グループ             | 児童手当等、児童公園、母子、児童クラブ、保育所                                                                                       |
| 健康福祉課 | 保育園グループ               | 保育事業 |
| 健康福祉課 | 西児童館グループ             | 児童館事業の運営・管理、子ども会 |
| 健康福祉課 | 保健センターグループ         | 住民健診、結核予防、予防接種、献血、健康づくり                                                                                       |
| 保険年金課 | 国保・後期高齢者グループ     | 国民健康保険、国民健康保険税、国民年金、福祉医療、老人保健、後期高齢者医療                                                           |
| 保険年金課 | 介護保険グループ             | 介護保険 |
| 経済課     | 農務・畜産・緑化グループ     | 農業振興、地域農政、畜産、土地改良、農業土木、農業共済、農業委員会（事務局）                                                         |
| 経済課     | 商工・労政・観光グループ     | 商工業振興、労働、消費生活、観光 |
| 都市建設課 | 都市計画・整備グループ       | 屋外広告、住宅、区画整理、街路、公園、都市計画、建築、開発                                                                           |
| 都市建設課 | 管理・用地グループ           | 管理、測量、登記、用地 |
| 都市建設課 | 建設・維持グループ           | 建設、排水、維持 |
| 下水道課   | 管理グループ                 | 排水設備、維持管理、使用料、受益者負担金                                                                                             |
| 下水道課   | 整備グループ                 | 下水道計画、工事 |
| 水道課     | 管理グループ                 | 水道料金、会計、資産管理 |
| 水道課     | 工務グループ                 | 水道施設維持管理、緊急給水 |
| 会計課     | 会計グループ                 | 金銭・物品出納、決算 |
| 教育委員会 | 学校教育・社会体育グループ   | 学校設置・管理、就学、転学、社会体育、体育施設の管理・運営                                                                           |
| 教育委員会 | 生涯学習グループ             | 社会教育、文化財保護、公民館の事業の運営、維持管理                                                                                   |
| 教育委員会 | 文化会館グループ             | 文化振興、会館事業の運営、維持管理                                                                                                   |
| 教育委員会 | 海洋センターグループ         | 温水プールの運営、維持管理 |
| 議会事務局 | 議会グループ                 | 議会、監査 |

### 庁舎[2]
- 所在地　愛知県宝飯郡小坂井町大字小坂井字大堀10番地
- 敷地面積　7,804m2
- 延床面積　4,076m2
本庁舎
  - 鉄骨鉄筋コンクリート造、地上4階、1979年竣工

分庁舎
  - 鉄骨造、地上2階、1997年竣工

### 議会
小坂井町議会の議員定数は14（法定上限数は26。地方自治法第91条による）。常任委員会は、総務建設委員会（7人）及び文教厚生委員会（7人）の2つ。
小坂井町最後の町議会議員選挙は、2006年4月30日に実施された。定数14に対して15人が立候補した。投票総数は10,984票、最終投票率は64.83%。この選挙における当選者の任期は、2006年5月9日〜2010年5月8日。小坂井町最後の定例会の会期は、2009年11月30日〜12月4日の5日間。

#### 議会構成
- 議会
  - 議長
    - 議会事務局

  - 常任委員会
    - 総務建設委員会
    - 文教厚生委員会

  - 議会運営委員会
  - 議会報編集特別委員会

### 警察
小坂井町は豊川警察署の管轄区域となっている。町内に存在する警察施設は、以下の1つである。
- 小坂井交番（小坂井町大字小坂井字西浦73）

### 消防
消防は市町村の責任業務であるが、小坂井町は行政区域内に消防署を置かず、1982年に豊川市消防本部への業務委託を開始した。この3年後、豊川市消防本部は町内に出張所(小坂井町大堀2-1)を開設した。
小坂井町は、12の分団、2つの方面隊からなる消防団を置いていた。豊川市との合併に伴い、小坂井町消防団は4分団に統合される予定。
2008年4月時点の小坂井町消防団の団員数は、団長以下159人。

## 社会

### ホール・集会場
- フロイデンホール（小坂井町文化会館）
1993年12月竣工。500名の観覧席を有し、演劇やポピュラーミュージックなどが催される。
- 小坂井町中央公民館
小坂井町役場に隣接した施設であり、各種会議室や音楽室を安価で提供している。

### 主な事業所
食品
- カゴメ豊橋工場
- 雪印メグミルク豊橋工場
- まるいち加工（ニチレイ子会社）豊橋工場

製造業
- 日本トレクス本社
- フジボウ小坂井本社

物流拠点
- 中央輸送本社
- ニチレイ・ロジスティックス東海豊橋物流センター
- 日本通運豊橋西部物流センター
- ユース・ラット小坂井物流センター

金融機関
- 蒲郡信用金庫小坂井支店
- ひまわり農業協同組合小坂井支店
- 豊川信用金庫小坂井支店
- 小坂井郵便局
- 西小坂井郵便局

小売業
- ドミー小坂井店
- ジップドラッグ小坂井店
- カルナドラッグ小坂井店
- レッドバロン東三河

その他
- 総合青山病院
- 豊橋中日ハウジングセンター

## 教育

### 高等学校
- 愛知県立小坂井高等学校

### 中学校
- 小坂井町立小坂井中学校

### 小学校
- 小坂井町立小坂井西小学校
- 小坂井町立小坂井東小学校

### 保育園
（認可保育所のみ掲載）
- 小坂井町立北保育園
- 小坂井町立中保育園
- 小坂井町立東保育園
- アオイ保育園
- 美園保育園
- 桃里保育園

## 交通

### 鉄道
- 東海旅客鉄道（JR東海）
  - 飯田線：小坂井駅
  - 東海道本線：西小坂井駅
- 名古屋鉄道（名鉄）
  - 名古屋本線：伊奈駅

#### かつて存在した鉄道
- 名古屋鉄道（名鉄）
  - 小坂井支線（1954年12月25日廃止）：伊奈駅 - 小坂井駅

### バス
- 豊川市合併直前にバス会社のバス路線は無かった[注釈 1]。
- 2008年11月に移転開業した総合青山病院が通院の利便を向上させるために無料巡回バスが、小坂井駅・西小坂井駅・伊奈駅と新・旧青山病院を結んでいたが、2011年10月時点で廃止されている。
- 豊川市合併後の2011年11月に豊川市コミュニティバス・ゆうあいの里小坂井線が設定された。

### 道路

#### 高速道路
町内は通っていなかった。最寄りインターチェンジは豊川市にある東名高速道路豊川ICおよび音羽蒲郡IC。

#### 一般国道
- 国道1号
- 国道151号
- 国道247号（小坂井バイパス）

#### 県道
- 愛知県道373号金野豊川線
- 愛知県道375号前芝国府停車場線
- 愛知県道384号小坂井御津線
- 愛知県道385号前芝小坂井停車場線
- 愛知県道386号平井牟呂大岩線
- 愛知県道495号小坂井谷川線
- 愛知県道496号白鳥豊橋線

## 文化財
小坂井町内の指定文化財は以下の通り（表記は合併前のもの）。
| 指定区分 | 種別     | 名称                     | 所在         | 所有者               | 指定年月日     |
| -------- | -------- | ------------------------ | ------------ | -------------------- | -------------- |
| 国       | 書籍     | 大般若経 585巻           | 小坂井字宮脇 | 菟足神社             | 1961年6月30日  |
| 愛知県   | 無形民俗 | 菟足神社田祭り           | 小坂井字宮脇 | 菟足神社             | 1954年3月12日  |
| 愛知県   | 工芸品   | 菟足神社梵鐘             | 小坂井字宮脇 | 菟足神社             | 1964年10月14日 |
| 愛知県   | 有形民俗 | 菟足神社祭礼古面 5面     | 小坂井字宮脇 | 菟足神社             | 1965年5月21日  |
| 小坂井町 | 史跡     | 菟足神社貝塚             | 小坂井字宮脇 | 菟足神社、個人       | 1997年3月3日   |
| 小坂井町 | 史跡     | 平井稲荷山貝塚・平井遺跡 | 平井字堺畑   | 平井八幡社・大字平井 | 1997年3月3日   |
| 小坂井町 | 史跡     | 五社稲荷古墳             | 小坂井字欠山 | 五社稲荷社           | 1997年3月3日   |
| 小坂井町 | 史跡     | 糟塚古墳                 | 小坂井字欠山 | 五社稲荷社           | 1997年3月3日   |
| 小坂井町 | 史跡     | 観音山古墳               | 小坂井字大塚 | 五社稲荷社           | 1997年3月3日   |
| 小坂井町 | 史跡     | 柏木浜                   | 平井字神明   | 平井八幡社           | 1997年3月3日   |
| 小坂井町 | 史跡     | 伊奈城跡                 | 伊奈字柳     | 小坂井町・大字伊奈   | 1997年3月3日   |
| 小坂井町 | 史跡     | 花ヶ池                   | 伊奈字丸ノ内 | 小坂井町・若宮八幡社 | 1997年3月3日   |
| 小坂井町 | 史跡     | お松見                   | 伊奈字鶴田   | 東漸寺               | 1997年3月3日   |
| 小坂井町 | 建造物   | 伊奈天神社社殿           | 伊奈字宮坪   | 若宮八幡社           | 1998年3月3日   |
| 小坂井町 | 工芸品   | 唐花唐草螺鈿鞍           | 小坂井字宮脇 | 菟足神社             | 1998年3月3日   |
| 小坂井町 | 工芸品   | 報恩寺の鰐口             | 小坂井字平口 | 報恩寺               | 1998年3月3日   |
| 小坂井町 | 古文書   | 家康の制札               | 小坂井字宮脇 | 菟足神社             | 1998年3月3日   |
| 小坂井町 | 古文書   | 家康制札の写札           | 小坂井字宮脇 | 菟足神社             | 1998年3月3日   |
| 小坂井町 | 古文書   | 松平勘太郎の制札         | 小坂井字宮脇 | 菟足神社             | 1998年3月3日   |
| 小坂井町 | 歴史資料 | 本多家の面頬             | 伊奈字宮坪   | 若宮八幡社           | 1998年3月3日   |
| 小坂井町 | 歴史資料 | 伊奈城之図               | 伊奈字縫殿   | 東漸寺               | 1998年3月3日   |
| 小坂井町 | 歴史資料 | 報恩寺の絵馬             | 小坂井町平口 | 報恩寺               | 1998年3月3日   |
| 小坂井町 | 歴史資料 | 報恩寺の俳諧奉納額       | 小坂井字平口 | 報恩寺               | 1998年3月3日   |
| 小坂井町 | 有形民俗 | 菟足神社祭礼古面 3面     | 小坂井字宮脇 | 菟足神社             | 1998年3月3日   |

## 観光
- 菟足神社
- 五社稲荷

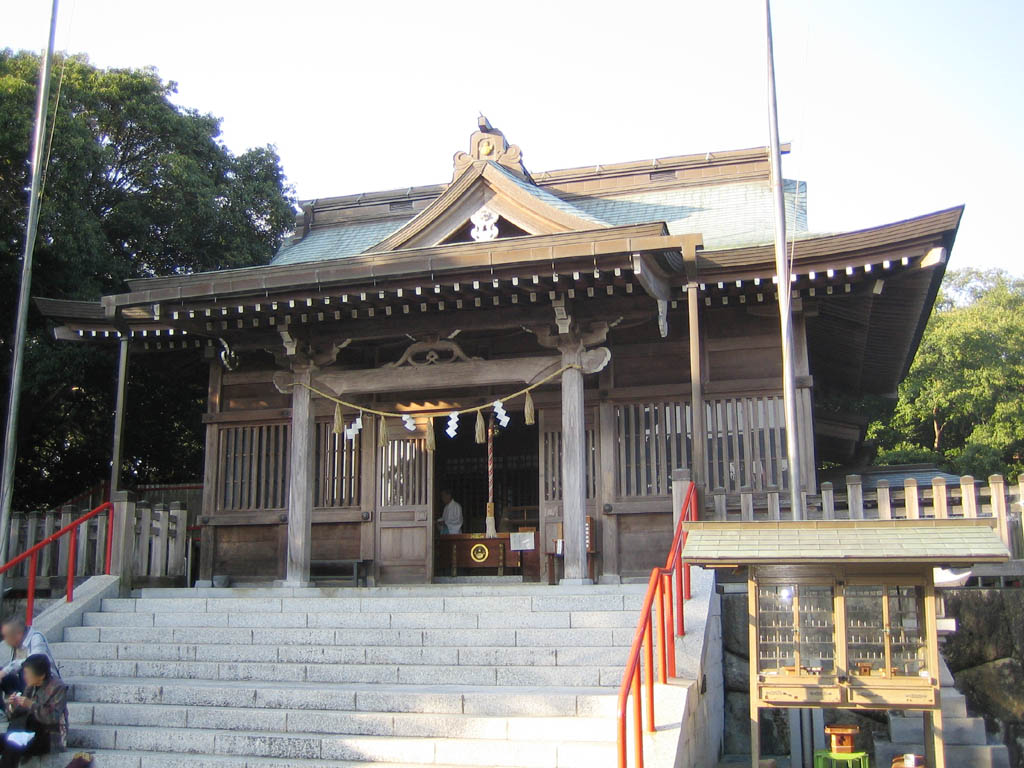
五社稲荷

- 伊奈城趾 - 徳川家の家紋として有名な三つ葉葵の発祥の地とする説がある。

## 史跡公園
- 伊奈城址・花ヶ池公園 - 徳川家の家紋｢三つ葉葵｣発祥ゆかりの地として、平成6年度「愛知のふるさとづくり事業」の一環で整備された[9]。

## 出身有名人
- 岡田康彦 - 元環境事務次官
- 杉田浩章 - 元ボストン・コンサルティング・グループ日本代表
- 平川敏夫 - 画家
- 若月 - お笑いコンビ

## 関連文献
- 寳飯郡小坂井町『小坂井町史』寳飯郡小坂井町、1930年。NDLJP:1085733。